# Pokarekare Ana
Pokarekare Ana es una canción de amor tradicional de Nueva Zelanda, probablemente compuesta en comunidad sobre la época en que comenzó la Primera Guerra Mundial en 1914. La canción está escrita en maorí y se ha traducido al inglés. Goza de una gran popularidad en Nueva Zelanda, y es conocida en otros países.

## Composición
Los políticos maoríes Paraire Tomoana y Āpirana Ngata publicaron la canción en 1919, pero ninguno de ellos afirmó haberla compuesto. Explicaron que había «emanado al norte de Auckland» y fue popularizada por los soldados maoríes que estaban entrenando cerca de la ciudad antes de embarcarse para la guerra en Europa.
Las palabras maoríes se han mantenido prácticamente inalteradas a lo largo de las décadas, y las aguas mencionadas en los primeros versos se han identificado con varias localizaciones; por ejemplo, algunas versiones se refieren al lago Rotorua en la Isla Norte. Es también asociado a la historia de Hinemoa nadando a través del lago hasta su amante prohibido, Tūtānekai, en la isla Mokoia. Sin embargo, ha habido muchas traducciones al inglés diferentes.
Pokarekare Ana se escribió originalmente en tiempo triple, con el verso en tiempo doble, pero se ha escuchado más comúnmente en tiempo doble desde la Segunda Guerra Mundial.

## Letra
| Maorí | Inglés | Castellano |
| --- | --- | --- |
| Pōkarekare ana, ngā wai o Waiapu Whiti atu koe hine, marino ana e. Refrain E hine e, hoki mai ra. Ka mate ahau I te aroha e. Tuhituhi taku reta, tuku atu taku rīngi, Kia kite tō iwi raru raru ana e. Refrain Whati whati taku pene ka pau aku pepa Ko taku aroha mau tonu ana e. Refrain E kore te aroha e maroke i te rā Mākūkū tonu i aku roimata e. Refrain | They are agitated, the waters of Waiapu, But when you cross over girl, they will be calm. Oh girl, return to me, I could die of love for you. I have written my letter, I have sent my ring, so that your people can see that I am troubled. Refrain My poor pen is shattered, I have no more paper, But my love is still steadfast. Refrain My love will never be dried by the sun, it will be forever moistened by my tears. Refrain | Están bravas las aguas del Waiapu, Pero cuando las cruces se calmarán. Querida mía vuelve a mí, Yo podría morir de amor por ti. He escrito cartas, He dado mi anillo, para que tu pueblo supiera de mi angustia. Estribillo Mi pobre pluma está hecha añicos No tengo más papel, Pero mi amor sigue siendo firme. Estribillo Mi amor nunca ser secada por el sol, será humedecido para siempre por mis lágrimas. Estribillo |

## Uso
La canción es muy popular en Nueva Zelanda y ha sido adaptada para múltiples propósitos, incluso en publicidad y por grupos deportivos, entre ellos:
- Sailing Away, que promovió a Nueva Zelanda en la Copa América de 1987 de Nueva Zelanda, y contó con un coro de famosos neozelandeses grabando como All of Us.
- Se utilizó en varios anuncios de televisión de Air New Zealand en la década de 1990 (utilizando una grabación con Kiri Te Kanawa) y en 2000.[6][7] Air New Zealand también usó la canción nuevamente en 2020 para conmemorar el 80 cumpleaños de la aerolínea nacional de Nueva Zelanda, esta vez, usando una grabación de Hayley Westenra.[8]
- En abril de 2013, miembros y espectadores del Parlamento de Nueva Zelanda cantaron Pokarekare Ana después de que la cámara aprobara el proyecto de ley que legaliza el matrimonio entre personas del mismo sexo en Nueva Zelanda.[9]

En la cultura popular, "Pokarekare Ana" se usó como tema principal de la película surcoreana Crying Fist (2005), y la expansión de videojuegos Civilization VI: Gathering Storm (2018) junto con Ka Mate como tema de la civilización maorí.

## Versiones

### Grabaciones
Docenas de artistas de todo el mundo han interpretado y grabado la canción. Una versión de Rhonda Bryers aparece en el álbum de varios artistas de CBS de 1981, The Mauri Hikitia.
Entre los cantantes de ópera de Nueva Zelanda que grabaron e interpretaron Pokarekare Ana se encuentran Kiri Te Kanawa y Malvina Major. La canción apareció en el álbum de 2003 Pure, de la soprano neozelandesa Hayley Westenra.
Una versión de la canción aparece en el álbum homónimo de Angelis, un grupo británico de canto crossover. En el CD Classical-Crossover Compilation 2011, Hollie Steel canta una versión de Pokarekare Ana. Steel luego lanzó la canción como un sencillo benéfico para quienes sufrieron el terremoto de 2011 en Christchurch.

### Adaptaciones
La canción fue introducida en Corea del Sur por soldados neozelandeses que lucharon en la guerra de Corea. Finalmente se le dio una letra en coreano y un título coreano, Yeonga (en coreano: 연가 ) y se ha vuelto popular en todo el país.
La melodía de Pokarekare Ana se utilizó para un himno irlandés a la Santísima Virgen: A Mhuire Mháthair, sé seo mo ghuí.
Una traducción homófona al hebreo fue compuesta en 2007 por Ghil'ad Zuckermann. En esta traducción se conservan los sonidos aproximados de las palabras maoríes, mientras que se utilizan palabras hebreas con significados similares. En esta traducción, sin embargo, Waiapu se reemplaza por Rotorua (oto rúakh, en hebreo 'ese viento'). En 2009, el compositor israelí Rami Bar-Niv escribió una pieza para piano basada en la canción Pokarekare Variations.